# Lente de Nimrud

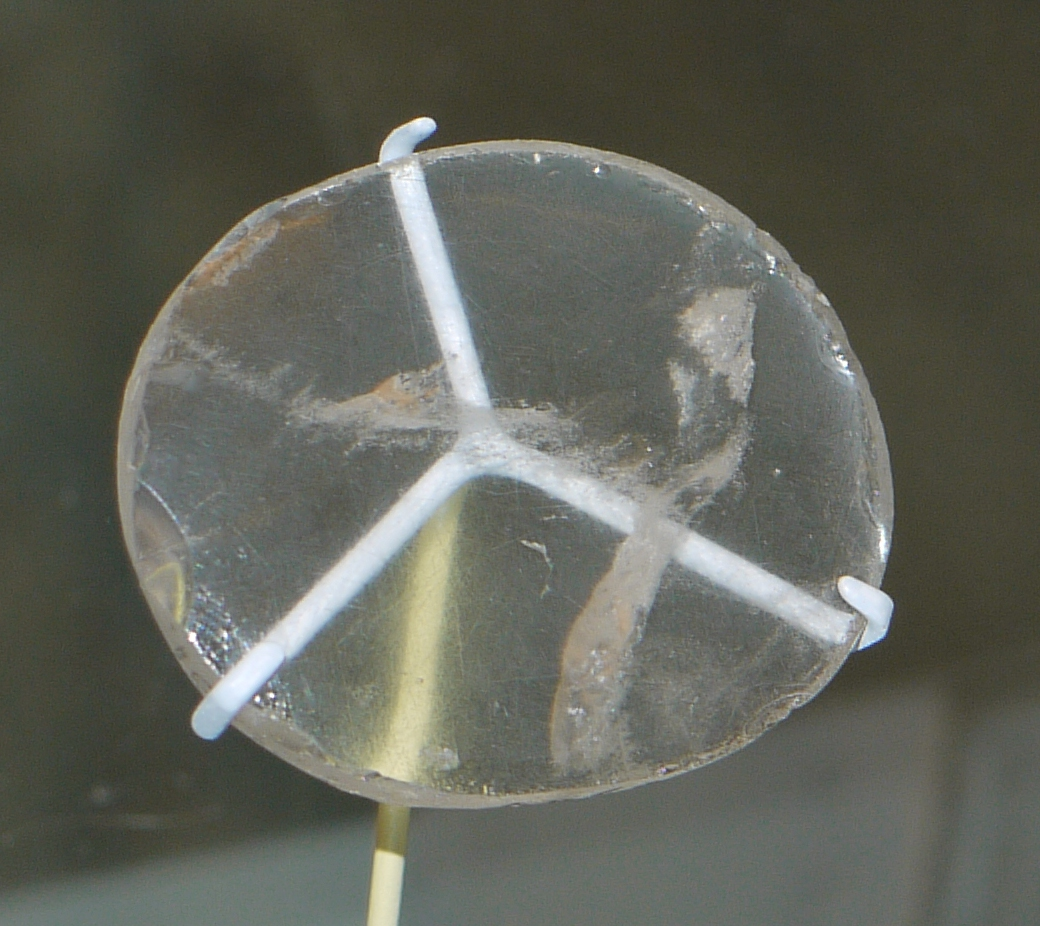
La lente de Nimrud (Museo Británico).

Mapa que muestra el área de influencia del imperio asirio.

La lente de Nimrud es una pieza de cristal de roca de 3000 años de antigüedad que fue tallada en época del imperio asirio, que se extendió por Mesopotamia en la zona de los ríos Tigris y Éufrates.
Su diámetro es de 38 mm y su espesor alcanza los 6 mm. Actualmente se exhibe en el Museo Británico.

## Hallazgo
La pieza tallada fue descubierta en el año 1850 por el arqueólogo Austen Henry Layard en Nimrud o Kalkhu, antigua capital asiria, situada junto al río Tigris, a unos 30 km al sudeste de Mosul en el actual Irak. Se halló en el palacio del noroeste del emperador asirio Ashurnasirpal II.

## Simbología
La lente de Nimrud, según algunos expertos como el científico italiano de la Universidad de Roma Giovanni Petinatto, podría haber sido utilizada con fines astronómicos como parte de un telescopio. Otros expertos aseguran que se debió utilizar como lupa o como aparato para la proyección de los rayos solares.

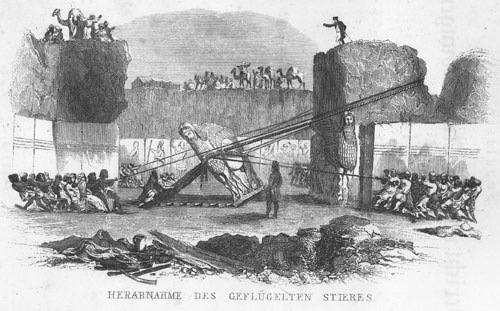
Grabado de 1852, donde se aprecian los trabajos arqueológicos en el yacimiento de Nimrud.